# Verdrag van Parijs (mei 1796)

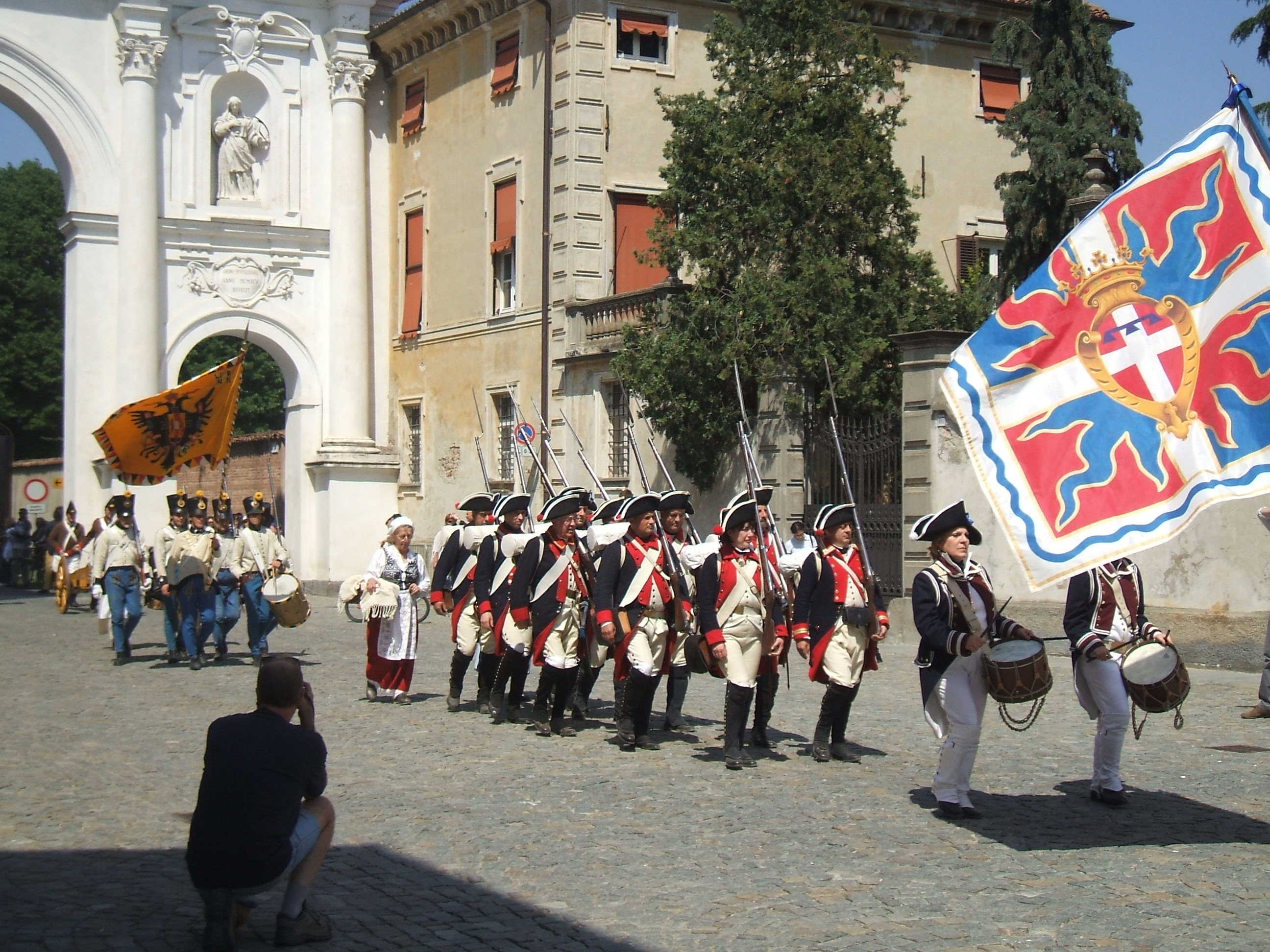
Herdenking in Cherasco, 2007

Het Verdrag van Parijs, ook wel Vrede van Parijs genoemd, was een vredesverdrag op 15 mei 1796 tussen revolutionair Frankrijk en het door generaal Napoleon Bonaparte verslagen Italiaanse koninkrijk Piëmont-Sardinië. Het verdrag volgde op de Wapenstilstand van Cherasco van 28 april 1796.
In 1792 voegde Piëmont-Sardinië zich bij de Eerste Coalitie tegen Frankrijk, nadat de Fransen de Piëmonts-Sardijnse regio Savoye hadden bezet en geannexeerd. Franse troepen onder bevel van Napoleon versloegen het Piëmonts-Sardijnse leger in de Slag bij Montenotte (12 april 1796) en de Slag bij Mondovì (21 april 1796). Hierdoor zag koning Victor Amadeus III van Sardinië geen andere keuze dan een vernederende vrede met de Fransen te sluiten.
Op 28 april 1796 tekende Piëmont-Sardinië een wapenstilstand met Napoleon in zijn hoofdkwartier, het Palazzo Salmatoris in Cherasco, gevolgd door een definitief vredesverdrag met Frankrijk in Parijs op 15 mei. Hierbij erkende koning Victor Amadeus III de Franse republiek en gaf de Franse legers vrije doorgang over zijn grondgebied. Ook stond hij Savoye en Nice af aan Frankrijk. Verder moest Victor Amadeus III zijn troepenmacht reduceren.

## Nasleep
De nederlaag van Piëmont-Sardinië was een vroeg succesje in Napoleons Italiaanse veldtocht tegen Oostenrijk. Na zijn overwinning in deze veldtocht eindigde de Eerste Coalitieoorlog met de Vrede van Leoben op 17 april 1797 en de Vrede van Campo Formio op 17 oktober van dat jaar.
Koning Victor Amadeus III van Sardinië stierf enkele maanden na het Verdrag van Parijs. Piëmont-Sardinië werd gereduceerd tot feitelijke vazalstaat van Frankrijk. Op 25 februari 1797 tekenden Frankrijk en Piëmont-Sardinië een defensieve alliantie waarbij Piëmont-Sardinië overeenkwam om, in geval van een geallieerde aanval op Frankrijk vanuit de Middellandse Zee, de Fransen steun te verlenen met een divisie bestaande uit 7000 infanterietroepen, 1000 cavalarietroepen en 40 kanonnen. De alliantie bleef maar anderhalf jaar bestand, tot december 1798, toen Piëmont bezet werd door de Franse generaal Joubert. Die dwong koning Karel Emanuel IV van Sardinië om het gebied op te geven aan Frankrijk en zich terug te trekken naar Sardinië.
Na Napoleons nederlaag in 1814 kreeg Piëmont-Sardinië de regio Piëmont weer in handen. Savoye kwam weer bij Piëmont-Sardinië bij het Verdrag van Parijs (1814). En bij het Verdrag van Parijs (1815), na de uiteindelijke nederlaag van Napoleon in de Slag bij Waterloo, werd ook Nice weer bij Piëmont-Sardinië gevoegd. Maar in 1860 gingen zowel Savoye als Nice definitief over in Franse handen. Napoleon III eiste de gebieden op als compensatie, nadat Parma, Modena, Toscane en Romagna per referendum hadden besloten om zich bij Piëmont-Sardinië te voegen (zie verder over de Italiaanse eenwording: Risorgimento).